# Chevening (Kent)
Chevening est une paroisse civile et un village du Kent, en Angleterre.